# Martin van Geel
Martinus Leonardus Gijsbertus Maria (Martin) van Geel (Goirle, 27 november 1960) is een Nederlandse voetbalbestuurder en een voormalig profvoetballer. Sinds maart 2024 is hij technisch manager bij Eredivisie CV.

## Actieve loopbaan
Als voetballer speelde Van Geel tussen 1977 tot 1995 voor Willem II, AFC Ajax, Roda JC en Feyenoord.
Hij begon zijn actieve carrière bij Willem II in Tilburg en tekende vervolgens op 19 maart 1979 een contract dat hem van 1 juli 1979 tot en met 30 juni 1981 aan Ajax bond, waarna hij naar Diemen verhuisde, vlak bij Amsterdam-Oost. Met Ajax maakte hij in het seizoen 1979-1980 het landskampioenschap mee en tevens een halve finale in de Europa Cup I. In de seizoenen 1979-1980 en 1980-1981 was Ajax verliezend finalist van de KNVB beker. Na de eerste zeven competitiewedstrijden in het seizoen 1980/1981 vaste basisspeler te zijn geweest, verloor hij door een blessure, opgelopen in het zevende duel (Ajax-FC Groningen 5-1 op 28-9-1980) zijn basisplaats, en verkaste na twee seizoenen op 1 juli 1981 naar Roda JC in Kerkrade, Zuid-Oost-Limburg.
Van Geel zou uiteindelijk zeven seizoenen blijven bij Roda JC, tot half 1988. Met Roda JC finishte hij in 1985-1986 als vijfde en in 1987-1988 wederom als verliezend bekerfinalist. In 1988 vertrok hij naar Feyenoord. In zijn eerste seizoen had hij een vaste basisplaats en wist hij dertien keer te scoren. Maar nadat Rob Jacobs werd vervangen door Pim Verbeek raakte hij zijn basisplaats kwijt. In de winter van 1989 kreeg Verbeek Gunder Bengtsson naast zich, die Van Geel, die op dat moment topscorer was van de ploeg, overbodig verklaarde. Hierop keerde hij terug naar Willem II, waar hij zijn carrière begon. Hij werd betrokken in een spelersruil met Ulrich van Gobbel, die de omgekeerde weg bewandelde. Feyenoord moest hierbij wel enkele tonnen bijbetalen en een deel van het salaris van Van Geel blijven betalen. Hij speelde uiteindelijk nog 5 en een half seizoen voor de Tilburgse club.
Van Geel scoorde als voetballer 127 eredivisiegoals. De meeste hiervan waren als linkermiddenvelder, maar in zijn Ajax-periode speelde hij ook als aanvaller.

### Spelerscarrière

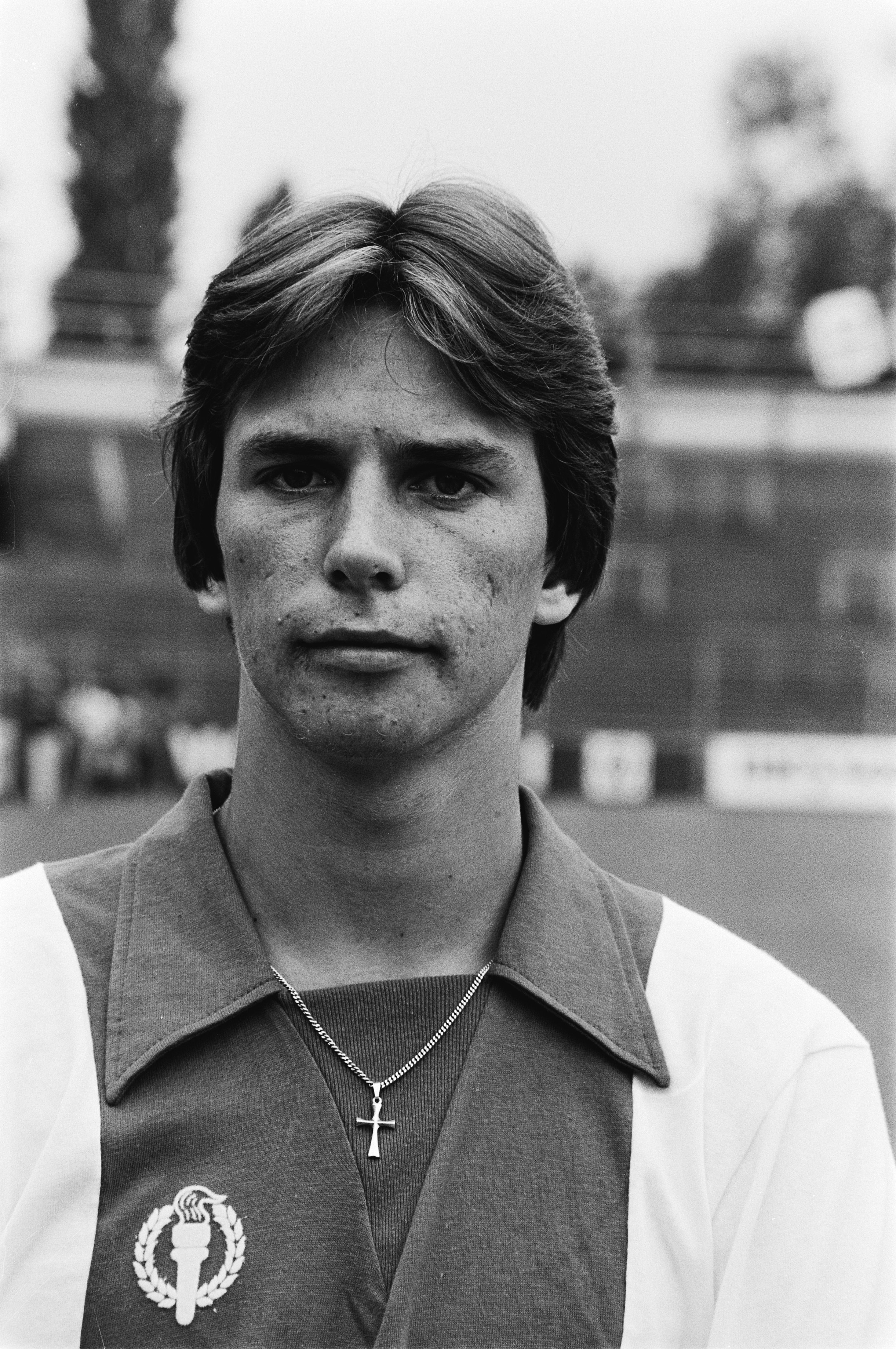
Martin van Geel op de eerste training van Ajax voorafgaand aan het seizoen 1979/80.

| seizoen | club      | land      | competitie     | wed. | goals |
| ------- | --------- | --------- | -------------- | ---- | ----- |
| 1977/78 | Willem II | Nederland | Eerste divisie | 7    | 1     |
| 1978/79 | Willem II | Nederland | Eerste divisie | 26   | 2     |
| 1979/80 | Ajax      | Nederland | Eredivisie     | 12   | 5     |
| 1980/81 | Ajax      | Nederland | Eredivisie     | 10   | 4     |
| 1981/82 | Roda JC   | Nederland | Eredivisie     | 34   | 6     |
| 1982/83 | Roda JC   | Nederland | Eredivisie     | 32   | 7     |
| 1983/84 | Roda JC   | Nederland | Eredivisie     | 34   | 5     |
| 1984/85 | Roda JC   | Nederland | Eredivisie     | 34   | 14    |
| 1985/86 | Roda JC   | Nederland | Eredivisie     | 34   | 17    |
| 1986/87 | Roda JC   | Nederland | Eredivisie     | 4    | 0     |
| 1987/88 | Roda JC   | Nederland | Eredivisie     | 26   | 4     |
| 1988/89 | Feyenoord | Nederland | Eredivisie     | 33   | 13    |
| 1989/90 | Feyenoord | Nederland | Eredivisie     | 17   | 11    |
| 1989/90 | Willem II | Nederland | Eredivisie     | 11   | 2     |
| 1990/91 | Willem II | Nederland | Eredivisie     | 33   | 15    |
| 1991/92 | Willem II | Nederland | Eredivisie     | 31   | 11    |
| 1992/93 | Willem II | Nederland | Eredivisie     | 25   | 9     |
| 1993/94 | Willem II | Nederland | Eredivisie     | 25   | 2     |
| 1994/95 | Willem II | Nederland | Eredivisie     | 8    | 2     |
|         |           |           | Totaal         | 436  | 130   |

## Loopbaan als sportbestuurder

### Willem II
Van Geel maakte bij Willem II zijn debuut als technisch directeur in 1995. Hij zorgde bij Willem II voor een stabiele en degelijke organisatie, waarmee hij uiteindelijk een tweede plaats in de competitie en plaatsing voor de Champions League wist te bereiken. Na zeven jaar vertrok hij naar AZ.

### AZ
Na zijn successen bij Willem II, verhuisde hij naar AZ, waar hij, net als bij Willem II, met Co Adriaanse successen behaalde, zoals de halve finale van de UEFA Cup. Zijn overgang naar Ajax in 2005 werd hem door de Alkmaarse club en fans niet in dank afgenomen en kwam hem op een verbale reprimande van AZ-voorzitter Dirk Scheringa te staan. Na zijn vertrek kreeg Van Geel een stadionverbod van AZ. Door ingrijpen van KNVB-directeur Henk Kesler werd het stadionverbod opgeheven, maar Van Geel heeft zich nooit meer vertoond in het AZ-stadion. AZ is de enige club van de clubs waar van Geel als sportbestuurder werkzaam is geweest,waar hij niet als speler actief is geweest. Voor het overige is van Geel als sportbestuurder uitsluitend werkzaam geweest bij clubs, waar hij ook als speler onder contract stond (met uitzondering van AZ). Zeer opmerkelijk is, dat van Geel als sportbestuurder precies bij dezelfde clubs werkzaam is geweest als waar hij gespeeld heeft, en in precies dezelfde sequentie:Willem II, Ajax, Roda JC, Feyenoord, Willem II!

### Ajax
Bij Ajax moest Van Geel leiding geven aan de vernieuwing van de spelersgroep. Op het moment van zijn aanstelling kampte de club met tegenvallende resultaten en veel aflopende contracten. Hij gaf bij zijn aanstelling aan het 'dichter bij huis' te willen zoeken, door meer spelers uit de Nederlandse competitie te halen, in plaats van buitenlanders. Als bewijs daarvan werden onder zijn leiding Jaap Stam, Edgar Davids en Klaas-Jan Huntelaar naar Amsterdam gehaald en Kenneth Pérez van AZ gekocht voor het volgende seizoen. Ook haalde hij Dennis Gentenaar van Borussia Dortmund, als tweede keeper.
Ook had Van Geel deel aan het ontslag van trainer Danny Blind en de aanstelling van Henk ten Cate, die in 2007 alweer vertrok. Daarnaast was Van Geel verantwoordelijk voor een aanpassing in de scouting en de jeugdopleiding. Voor de komst van Van Geel werd Ajax vooral door clubmensen geleid. Deze clubmensen benoemden vaak andere clubiconen op essentiële posities, die ze vervolgens, juist vanwege de band met de club, weer lastig durfden te ontslaan. Van Geel brak met deze traditie om vooral te kiezen voor vakmanschap. Overigens is deze omslag mede gemaakt toen advocaat John Jaakke het voorzitterschap van Michael van Praag, zoon van oud Ajax-voorzitter Jaap van Praag, overnam, en Unilever-directeur Maarten Fontein algemeen directeur werd na oud-Ajax-voetballer Arie van Eijden.
De conclusies van de commissie-Coronel, over het beleid van Ajax van de laatste tien jaar, zette de positie van Van Geel onder druk. Op 17 februari 2008 werd het rapport openbaar gemaakt. De meeste kritiek werd gericht op Van Geel: spelers waren aangekocht zonder scoutingrapport of na negatief advies van de scouts. Ook werd er gesproken over een slechte verstandhouding met de trainers Danny Blind en Henk ten Cate. Op 22 april 2008 maakte Van Geel bekend op te stappen bij Ajax, omdat hij, in het nieuwe technisch model dat Ajax vanaf het seizoen 2008-2009 wilde gaan hanteren geen plaats meer voor zichzelf zag weggelegd. Later kwam naar buiten dat de Brabander zou zijn ontslagen indien hij niet de eer aan zichzelf had gehouden.
De drie jaar dat Van Geel de technische leiding had bij Ajax waren sportief niet bijzonder succesvol. Met de hoogste begroting van Nederland werd de club eenmaal vierde (doelsaldo: +25) en vervolgens tweemaal tweede (doelsaldo: +49 en +49). Twee keer plaatste Ajax zich niet voor de Champions League. Wel werd twee maal de KNVB beker gewonnen, in 2005/06 en 2006/07.

### Roda JC
De werkloze Van Geel werd benaderd door Roda JC, ADO Den Haag en Willem II. Enkele dagen later maakte Roda JC bekend Van Geel te hebben gecontracteerd.
Van Geel trad op 1 augustus 2008 in dienst bij Roda JC. Daarmee kreeg Roda JC voor het eerst in twee jaar weer een echte technisch directeur. Onder het bewind van Van Geel werden spelers zoals Mark de Man en Harrie Gommans aangetrokken, en werd trainer Raymond Atteveld, wegens slechte prestaties, ontslagen.

### Feyenoord
Begin 2011 werd bekend dat Feyenoord Van Geel benaderd had voor een functie als technisch directeur in Rotterdam. Op 24 februari 2011 maakt Van Geel bekend met Feyenoord een akkoord te hebben bereikt over een contract voor onbepaalde tijd dat ingaat in de zomerstop van 2011. Bij Feyenoord werd Van Geel de opvolger van Leo Beenhakker en ging hij deel uitmaken van het vijfjarenplan om de club financieel en sportief weer gezond te maken. Met toestemming van Roda JC begon hij op 1 mei 2011 bij Feyenoord. In zijn eerste seizoen 2011-2012 moest Van Geel meteen op zoek naar een nieuwe hoofdtrainer, nadat de spelersgroep het vertrouwen in Mario Been had opgezegd. Hij stelde Ronald Koeman aan als nieuwe trainer; Van Gastel en Van Bronckhorst werden zijn assistenten. Feyenoord presteerde boven verwachting en eindigde als tweede in de Eredivisie en haalde de voorronde van de Champions League. Ook in de seizoenen erna bleef Feyenoord constant presteren en wisten veel jonge spelers door te breken in het eerste elftal. Stefan de Vrij, Bruno Martins Indi, Daryl Janmaat, Jordy Clasie, Miquel Nelom, Jean-Paul Boëtius en Terence Kongolo wisten als jeugdspelers van Feyenoord het Nederlands voetbalelftal te halen. In de zomer van 2014 vertrok Koeman naar Southampton FC, waarna Van Geel, eerst tot scepsis van de achterban, Fred Rutten, oud-trainer van FC Twente, PSV en SBV Vitesse, aanstelde. Rutten bleef slechts een jaar en werd op zondag 17 mei 2015 door Van Geel ontslagen vanwege afnemende resultaten in de competitie. Hierna stelde Van Geel oud-speler Giovanni van Bronckhorst aan als hoofdtrainer. Onder Van Bronckhorst werden vijf prijzen gewonnen, waaronder het landskampioenschap van 2017.
Op 27 maart 2019 kondigde Feyenoord aan dat Martin van Geel de club op 1 juli zou gaan verlaten.

### Willem II
In juli 2019 keerde Van Geel voor de derde keer terug bij Willem II, ditmaal als algemeen directeur. In het seizoen 2018/2019 behaalde de club een keurige vijfde plek in de Eredivisie, maar in het seizoen 2019/2020 werd degradatie ternauwernood ontlopen en in seizoen 2021/2022 volgde daadwerkelijk degradatie. Het seizoen 2022/2023 in de Eerste divisie leverde een vierde plek op en deelname aan de play-offs Het lukte de Tilburgers echter niet te promoveren. Een jaar later, in Van Geel zijn laatste seizoen bij de club, werd Willem II kampioen van de Eerste divisie en keerde daardoor terug in de Eredivisie. Van Geel had inmiddels al te kennen gegeven zijn functie als algemeen- en technisch directeur bij de club op te geven. Hij werd op die posities opgevolgd door respectievelijk Merijn Goris en Tom Caluwé.

### Eredivisie CV
Enkele dagen na het behalen van het kampioenschap in de Eerste divisie werd bekend dat Van Geel als technisch manager aan de slag zou gaan bij Eredivisie CV. Hier volgde hij de in maart 2024 vertrokken Mark-Jan Fledderus op.